# Adidas Cafusa

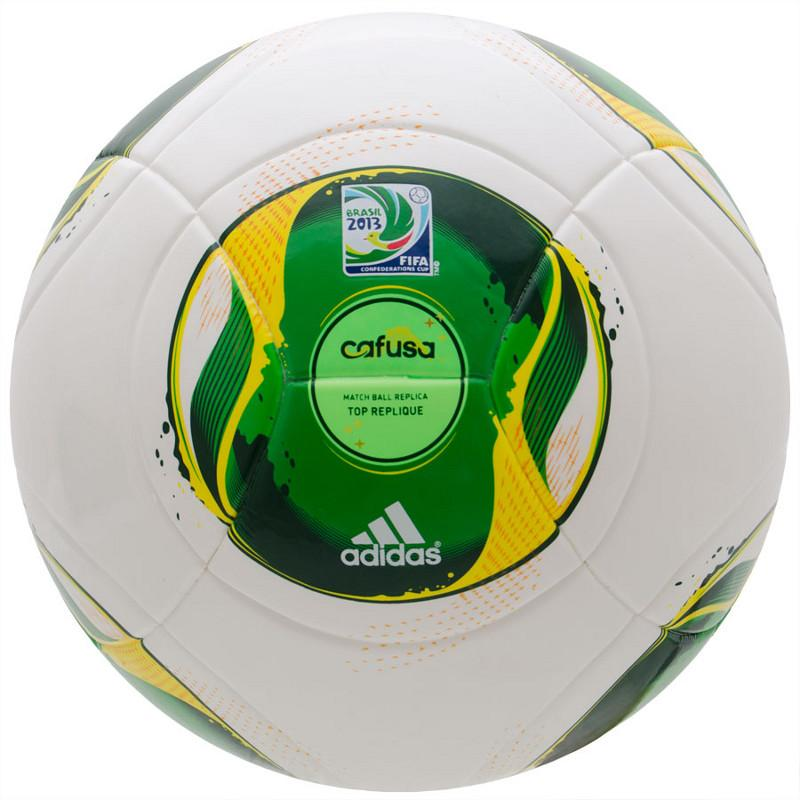
Balón Adidas Cafusa

Cafusa es el balón de fútbol oficial de la Copa FIFA Confederaciones 2013 organizado por la Federación Internacional de Fútbol (FIFA) y está fabricado por Adidas; también es el balón oficial de la Copa Mundial de Fútbol Sub-20 de 2013, celebrada en Turquía.

## Presentación
El balón fue presentado en el sorteo de la competición que tuvo lugar el 1 de diciembre, en el Centro de Convenciones Anhembi en São Paulo por el exfutbolista brasileño Cafú. 
Según el propio presentador, la relación con su nombre no es más que una coincidencia.

## Características
La Cafusa se desarrolló principalmente para la Copa FIFA Confederaciones 2013 y une tres símbolos de la cultura brasileña: Ca rnaval , fu tebol y sa mba para formar su nombre. Además se derivan de "Mestizo", con Z, que se utiliza en Brasil para describir a los que nacen de mestizaje entre indígenas y negros.
Fue creado por el mismo grupo de diseñadores encargados de diseñar el Tango 12, utilizado en la Eurocopa 2012. Se compone de 32 paneles, interconectados por una tecnología térmica sindicato también similar a las bolas de euros. Combina la tecnología de alto rendimiento a la estética local. El nombre y sus colores vibrantes reflejan la identidad nacional, con especial énfasis en el "La Constelación de Cruz del Sur" representado en la bandera de Brasil.
Para mostrar el nuevo balón para todos los brasileños se organizó una exposición con diez ejemplares gigantes, cada una de dos metros de diámetro, que recorrió todo el país a finales de junio de 2013. Los mismos empezaron su recorrido en Sao Paulo y Río de Janeiro antes de viajar a otras ciudades sede de la Copa Confederaciones: Recife, Fortaleza, Salvador, Brasilia y Belo Horizonte.

## Otros torneos
Además de ser el balón de la Copa Confederaciones en 2013, también fue elegido para la Copa Mundial de Clubes de la FIFA 2012, en Japón. Asimismo, se ha utilizado en certámenes locales, como el de Paraguay durante la disputa del torneo Apertura 2013. Igualmente, en Venezuela, durante el torneo de la Primera División Venezolana 2012/13 con el logo impreso de la FVF.